# Stanislav Kašpárek
Stanislav Kašpárek (Přerov, 1996. június 11. –) cseh válogatott kézilabdázó. Részt vett a 2018-as Európa-bajnokságon.

## Pályafutása
2015-ben, tizenkilenc éves korában szerződött Magyarországra, a Balatonfüred csapatához. Három szezont töltött a klubnál, 2018 nyarától a Pick Szeged játékosa. A 2018-as Európa-bajnokságon a magyar válogatott elleni csoportmérkőzésen három gólt szerzett, a cseh válogatott hatodikak lettek a kontinenstornán. Ő lett a Tisza-parti csapat első cseh játékosa. Három éven át játszott Szegeden, 2019-ben Magyar Kupát, 2021-ben bajnoki címet nyert a csapattal. A 2021–2022-es idényt megelőzően a fehérorosz Meskov Breszthez igazolt.

## Sikerei, díjai
Szeged
- Magyar Kupa-győztes (1): 2019[7]
- Magyar bajnok (1): 2020–21[8]